# Caiophora pentlandii
Caiophora pentlandii är en brännreveväxtart som först beskrevs av Joseph Paxton, och fick sitt nu gällande namn av George Don jr och John Claudius Loudon. Caiophora pentlandii ingår i släktet Caiophora och familjen brännreveväxter. Inga underarter finns listade i Catalogue of Life.